# Vice (雜誌)
《Vice》是一本北美洲的雜誌，內容專注在國際藝術、文化和新聞方面主題。該雜誌在28個國家免費發行，以廣告作為主要收入來源。在2013年4月，《Vice》的YouTube頻道訂閱人數超過兩百萬人。

## 歷史
由索魯許·艾維（Suroosh Alvi）、西恩·史密斯（Shane Smith）和加文·麦金尼斯成立的《Vice》雜誌最早在1994年以《蒙特羅之聲》（Voice of Montreal）創刊。三位創刊人最初的目標是提供工作機會和服務社區，並獲得了政府的資金幫助。兩年後，雜誌編輯們與發行人艾力斯·羅倫（Alix Laurent）解除合約，在1996年將雜誌改名為《Vice》。
由於在加拿大的經營並不順利，也希望能夠尋求更多的街頭服飾廣告收入，1999年雜誌的編輯人員將辦公室搬遷至美國紐約市。史密斯曾表示「我在社會主義者環境下長大，但我並不喜歡這樣，因為我出身在加拿大，（而且）我花了許多時間待在斯堪的那維亞（北歐），在那裡我認為國家的法律妨礙了創意。他們砍掉高大的樹。我給他們每個人的分數都很低。於是我從加拿大來到了美國，因為加拿大是一個不可思議無趣的地方，而且極度的虛偽。謝啦，加拿大。」在2008年，《Vice》雜誌有著超過900,000名讀者，發行版圖超過22個國家。
2024年2月23日， 首席执行官Bruce Dixon在内部通知中宣布裁员数百人，并停止在官网更新内容，决定转向“与成熟的媒体公司合作发行”。通知中称，对Vice来说“用以前的方式发行我们的数字内容不再具有成本效益。”

## 內容
《Vice》雜誌的內容重心從獨立藝術和流行文化逐漸轉移至較為嚴肅的新聞主題。雜誌的編輯們擅於透過實際採訪，再以極其貼近個人經驗的角度撰寫報導。每一期的這樣的風格與主流媒體完全不同。這樣的報導切入方式被稱為「浸入式新聞學」（immersion journalism），每一期的雜誌都是遵循的這個理念撰寫。《Vice》也曾推出整期內容都專注於伊拉克人、美洲原住民、俄羅斯人、精神疾病患者，以及發展遲緩者的雜誌。《Vice》也會針對英國的學生每年推出指南特刊。
2007年《Vice》宣布將開始在網路上發行。

### 爭議
《Vice》曾被指控利用反諷手法（irony）隱藏其反動性的保守政治主張，並宣傳保守的、種族歧視的以及性別主義的態度。
2004年8月，創刊人之一的麥金斯在《美國保守派》（The American Conservative）雜誌上撰寫了一篇文章，標題為〈老派就是時髦：保守主義者越來越酷了〉。除此之外，麥金斯對於移民的觀點也曾引發了爭議。在2003年9月一段《紐約時報》的專訪中，麥金斯表示：「我喜歡身為白人，而且我覺得這是一件非常值得驕傲的事。」他還提到：「我不希望我們的文化被稀釋。我們需要立刻關閉邊境，並用西方的、白人的、英語的生活方式同化所有人。」麥金斯之後解釋這段訪談是針對撰寫該文的一位年輕時尚記者作出的惡作劇。針對所引發的爭議，麥金斯回應表示《紐約時報》這類的嬰兒潮世代媒體是個笑柄，我們應該用盡各種方式來揶揄他們。

### 政治立場
在一場2008年與《衛報》的訪談中，創辦人之一的史密斯被問到關於雜誌的政治立場，他表示：「我們並沒有試圖要用典型的左派/右派方式表達任何政治立場...我們不這麼做是因為我們對任何一邊都不信任。我是民主黨還是共和黨的支持者嗎？我覺得兩個政黨都很糟糕。但其實這也不重要。金錢統治了美國；金錢統治了每個角落。」

### 虛構文學
《Vice》目前為止共發行過五期虛構文學專刊。其中包括丹尼斯‧庫伯（Dennis Cooper）和哈羅德·布魯姆（Harold Bloom）的專訪，以及由安·比蒂（Ann Beattie）、史蒂芬·狄克逊（Stephen Dixon）、林韜和卡爾頓·麥利克三世（Carlton Mellick III）所撰寫的故事。

### 漫畫
在2006年，《Vice》推出了一期漫畫特刊，並請來獨立漫畫家強尼·萊恩（Johnny Ryan）擔任客座編輯。跟隨著《Vice》雜誌和萊恩個人的地下漫畫精神，一系列單頁漫畫本質上大多屬於粗糙、下流、性變態和暴力的內容。有超過30位的漫畫家參與了這期雜誌，包括封面畫家阿爾·傑菲（Al Jaffee）、彼得·貝格（Peter Bagge）、史蒂芬·衛斯曼（Steven Weissman）、蓋瑞·潘特（Gary Panter）、喬丹·克瑞恩（Jordan Crane）、羅伯‧克隆（Robert Crumb）、大衛·庫柏（Dave Cooper）、東尼·米連奈爾（Tony Millionaire）、瑪麗·弗麗娜（Mary Fleener）、馬汀·凱勒曼（Martin Kellerman）、山姆·亨德森（Sam Henderson）、瑞克·艾特高（Rick Altergott）、蘇菲·克隆（Sophie Crumb）和山米·哈克漢（Sammy Harkham）等人。

## 唱片品牌
《Vice》的唱片品牌「Vice Recordings」透過主流唱片公司的鋪或管道發行了許多單曲和專輯。他們曾發行過以下歌手和樂團的作品。
| - 120 Days - Acrassicauda - Action Bronson - Almighty Defenders - Black Lips - Bloc Party - Boredoms - Charlotte Gainsbourg - Chromeo - Death From Above 1979 - Fucked Up - Growing | - Justice - King Khan and the Shrines - Off! - Panthers - Rich Boy - Snoop Lion - The Raveonettes - The Stills - The Streets - Team Spirit - VietNam - Vybz Kartel |

## 影視發行

### 電影
包括《Vice旅遊指南》（Vice Guide to Travel）在內一系列的影片和紀錄片都在網路上的《Vice》頻道可找到，該頻道希望能避免受到電視台對內容上的干預，並建立一個與雜誌的發行方式相同免費的全球性影片發行管道。《Vice》在2008年發行了全長紀錄片《巴格達重金屬》（Heavy Metal in Baghdad），接著在2009年首次發行在劇院上映的紀錄片《白色閃電》（White Lightnin）。2010年又發行了以職業騎牛者為主題的紀錄片《The Ride》。
《Vice》繼續在2013年發行了紀錄片《Reincarnated》，該片以紀錄史努比狗狗受到拉斯特法里運動影響，改名為「史努比獅子」（Snoop Lion）並轉型成雷鬼歌手的過程。
2013年4月18日，《Vice》發行的《Lil Bub & Friendz》在翠貝卡電影節首映，並獲得了網路影展最佳長片的獎項。

### 電視節目
《Vice》與MTV頻道合作的電視系列節目《Vice萬事指南》（The Vice Guide to Everything）在2010年12月首播，內容包括《Vice》發行的影片以及其他新製作的內容。
2013年4月5日，與雜誌同名的新聞電視節目《Vice》在HBO頻道開始播出，由創辦人之一的西恩·史密斯主持。

## 其他事業
《Vice》在2012年收購了英國時尚雜誌《i-D》。此外，《Vice》也在英國倫敦經營一間公眾酒館和音樂表演場所「The Old Blue Last」，那裡也是網路音樂電視節目《Live at the Old Blue Last》的攝影地點。

### 引言原文
1. ↑  "I grew up being a socialist and I have problems with it because I grew up in Canada [and] I‘ve spent a lot of time in Scandinavia, where I believe countries legislate out creativity. They cut off the tall trees. Everyone’s a C-minus. I came to America from Canada because Canada is stultifyingly boring and incredibly hypocritical. Thanks, Canada."
2. ↑  原文標題為：Hip to Be Square: It’s getting cooler to be conservative
3. ↑  "I don't want our culture diluted. We need to close the borders now and let everyone assimilate to a Western, white, English-speaking way of life."
4. ↑  "We're not trying to say anything politically in a paradigmatic left/right way ... We don't do that because we don't believe in either side. Are my politics Democrat or Republican? I think both are horrific. And it doesn't matter anyway. Money runs America; money runs everywhere."

## 外部連結
- 官方网站